# Маркетто Падуанський
Марке́тто Падуа́нський (італ. Marchetto da Padova, лат. Marchetus de Padua, Marchetus Patavinus) — італійський теоретик музики і композитор 1-ї чверті XIV століття. У 1305–06 викладав музику в Падуанському кафедральному соборі.

## Наука і творчість
Автор трьох трактатів:
- Пояснення в мистецтві плавної музики («Lucidarium in arte musicae planae», 1317 або 1318);
- Фруктовий сад в мистецтві мензуральної музики («Pomerium in arte musicae mensuratae», близько 1319);
- Стислий виклад <мензуральної музики> («Brevis compilatio», після 1319).

Незважаючи на заголовок, який обіцяє розгляд григоріанського хоралу (у тодішніх термінах - Cantus червоний плоский лишай, Musica Плану), трактат «Роз'яснення» прославився насамперед вченням про гармонії, що містяться в ньому. Вперше в історії західноєвропейської музики Маркетто позначив пару вертикальних інтервалів як «тяжіння» (оригінальний термін — «tendendum») дисонанса до консонансу. Для прикрашення консонансу («заради краси» [Causa pulchritudinis]) і тіснішого споріднення  сполучуваних інтервалів («задля необхідності» [Causa necessitatis]), на його думку, цілий тон зобов'язаний ділитися не на традиційні піфагорійські великий і малий півтони (апотому і ліму), а на «хроматичний» півтон і мікроінтервал «Дієсу». Саме ця «музична» мотивація послужила причиною для створення незвичайної (не витримує критики музичної акустики) його теорії поділу цілого тону на 5 частин.
Нотні приклади альтераційної хроматики (що містять спеціально введений для неї знак нотації — falsa musica) в трактаті показують, що Маркетто був не стільки послідовником піфагорейської теорії музики, скільки практикуючим музикантом. У своєму «ненауковому» вченні про мікрохроматики він скоріше належить традиції Аристоксена.
Значним є внесок Маркетто Падуанського і в теорію модальних ладів, зокрема, він запропонував власний метод ладового визначення мелодії за використаними у ній видами кварти і квінти, амбітуса і фіналіса; ввів розгалужену класифікацію типів ладу, яка вперше повністю охопила і складні, нерегулярні розспіви. За обсягом мелодії у поєднанні з головними категоріями модального ладу він виділив «досконаліші», «недосконалі», «наддосконалі», «змішані» і «перемішані» лади; за комбінацією видів — «правильний», «неправильний» і «доповнений».
В трактаті «Фруктовий сад» Маркетто вперше розгорнув цілісну теорію мензуральної нотації, що передбачає подвійний і потрійний поділ бревіса на всіх ритмічних підрівнях (prima, secunda, tertia divisio). Суцільний «бінарний» тип ритмічного поділу Маркетто величав «італійським» (modus Italicus); можливо, його введення було наслідком теоретичного аналізу бінарної метрики, що спостерігається у формах світської музики раннього італійського Відродження. Вперше описав синкопу не тільки всередині мензури, але і поза нею (аналог пізнішої синкопи, що переходить через тактову рису). Розгляд Маркетто Падуанським відмінностей французької та італійської систем нотації дає сучасним дослідникам ключ для ритмічних транскрипцій в т.ч. і французьких нотних пам'яток XIV століття. Трактат Маркетто «Brevis compilatio», присвячений мензуральній ритміці, — короткий конспект трактату «Pomerium».
Маркетто також приписують декілька мотетів, у т.ч. триголосний «Ave regina celorum» («Радуйся, Царице небес»); містить в акростиху ім'я автора - Marcus Paduanus).

## Твори
- The Lucidarium of Marchetto of Padua. A critical edition, translation, and commentary by J.W.Herlinger. Chicago, 1985;
- Pomerium in arte musice mensurate, ed. G.Vecchi // Corpus Scriptorum de Musica. Vol.6. Roma, 1961 (только латинский оригинал);
- Polyphonic Music of the Fourteenth Century. ed. by K. von Fischer and F.A.Gallo. Vol.12. Monaco, 1976.